# Großmederschach
Großmederschach ist ein Gemeindeteil von Friesenried im schwäbischen Landkreis Ostallgäu in Bayern. Die Einöde liegt etwa einen Kilometer nördlich von Friesenried.

## Gemeindezugehörigkeit
Die Einöde gehörte zur Gemeinde Blöcktach und wurde mit dieser im Zuge der Gebietsreform in Bayern am 1. Januar 1978 nach Friesenried eingegliedert.

## Baudenkmäler
- Kapelle aus der ersten Hälfte des 18. Jahrhunderts